# Liste der Biografien/Liv
Liste der Biografien |
Portal Biografien |
Personensuche
# |
A |
B |
C |
D |
E |
F |
G |
H |
I |
J |
K |
L |
M |
N |
O |
P |
Q |
R |
S |
T |
U |
V |
W |
X |
Y |
Z |
?
 
La |
Lb |
Lc |
Le |
Lg |
Lh |
Li |
Lj |
Ll |
Lm |
Lo |
Lp |
Lt |
Lu |
Lv |
Lw |
Lx |
Ly |
Lz
 
Lia |
Lib |
Lic |
Lid |
Lie |
Lif |
Lig |
Lih |
Lii |
Lij |
Lik |
Lil |
Lim |
Lin |
Lio |
Lip |
Liq |
Lir |
Lis |
Lit |
Liu |
Liv |
Liw |
Lix |
Liy |
Liz
Die Liste der Biografien führt alle Personen auf, die in der deutschsprachigen Wikipedia einen Artikel haben. Dieses ist eine Teilliste mit 195 Einträgen von Personen, deren Namen mit den Buchstaben „Liv“ beginnt.

## Liv
- Liv, Stefan (1980–2011), schwedischer Eishockeytorwart

### Liva
- Liva, Vaisua (* 1993), tuvaluischer Fußballspieler
- Livadary, John P. (1896–1987), US-amerikanischer Tontechniker
- Livadas, Yannis (* 1969), griechischer Dichter
- Livadić, Ferdo (1799–1879), Komponist
- Livaditis, Tasos (1922–1988), griechischer Lyriker
- Livaja, Marko (* 1993), kroatischer Fußballspieler
- Livaković, Dominik (* 1995), kroatischer Fußballspieler
- Livandovschi, Iurie (* 1988), moldauischer Fußballspieler
- Livaneli, Zülfü (* 1946), türkischer Komponist, Sänger, Schriftsteller und FilmregisseurZülfü Livaneli (* 1946)

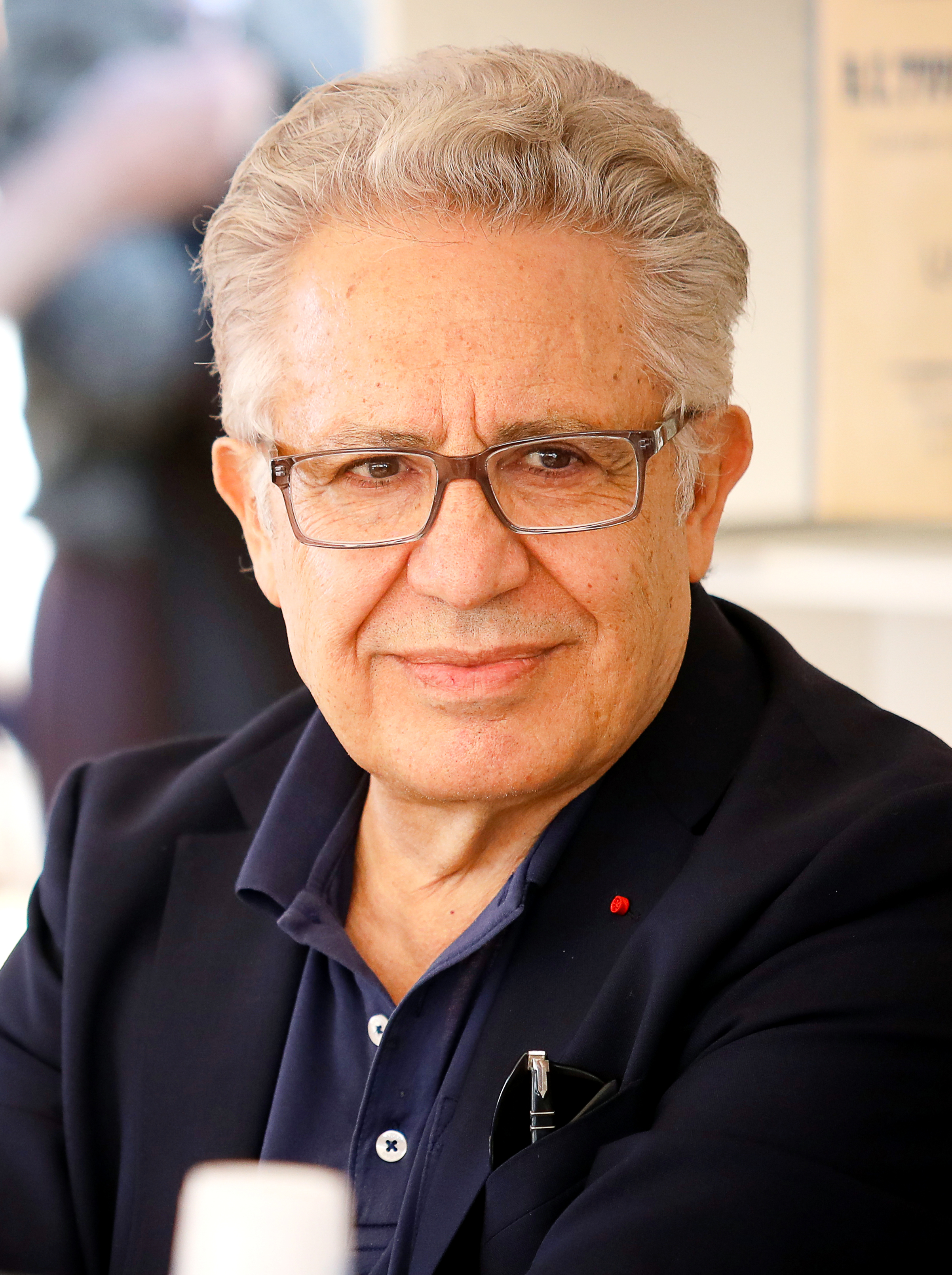
Zülfü Livaneli (* 1946)

- Livanos, Athina (1929–1974), griechisch-französische Schiffserbin
- Livanos, George (1926–1997), griechischer Reeder
- Livanos, Georges (1923–2007), französischer Alpinist und Kletterer
- Livanos, Konstantinos (* 2000), griechischer Bahnradsportler
- Livathinos, Spyros (* 1955), griechischer Fußballspieler
- Livatino, Rosario (1952–1990), italienischer römisch-katholischer Jurist und aktiv im Kampf gegen die Cosa Nostra

### Livb
- Livbjerg, Signe (* 1980), dänische Seglerin

### Livc
- Livchitz, Youra (1917–1944), belgischer Widerstandskämpfer

### Live
- Livecchi, Nicolas, Drehbuchautor und Filmwissenschaftler
- Liveing, George Downing (1827–1924), englischer Chemiker
- Livello, Edvige (1901–1999), italienische Schriftstellerin
- Lively, Blake (* 1987), US-amerikanische SchauspielerinBlake Lively (* 1987)

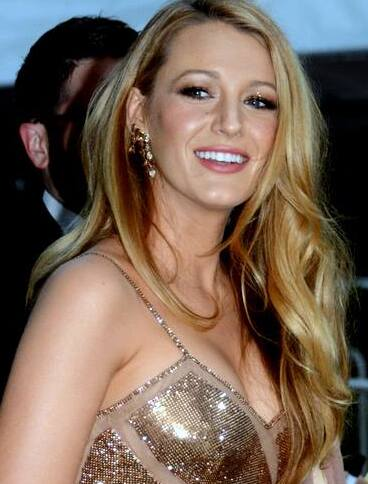
Blake Lively (* 1987)

- Lively, Dereck (* 2004), US-amerikanischer Basketballspieler
- Lively, Eric (* 1981), US-amerikanischer Schauspieler
- Lively, Ernie (1947–2021), US-amerikanischer Schauspieler
- Lively, Gerry, US-amerikanischer Kameramann und Regisseur
- Lively, Jason (* 1968), US-amerikanischer Schauspieler
- Lively, Penelope (* 1933), britische Schriftstellerin
- Lively, Robert M. (1855–1929), US-amerikanischer Politiker
- Lively, Robyn (* 1972), US-amerikanische Schauspielerin
- Lively, Scott Douglas (* 1957), US-amerikanischer Jurist, Publizist und Ex-Gay-Aktivist
- Livemont, Privat (1861–1936), belgischer Maler, Plakat-, Sgraffito-, Glasfenster- und Mosaikkünstler des Jugendstils
- Līvens, Jānis (* 1884), lettischer Radrennfahrer
- Liver, Peter (1902–1994), Schweizer Jurist
- Liver, Ricarda (* 1941), Schweizer Romanistin
- Liveralis, Andonios (1814–1842), griechischer Komponist und Dirigent
- Liveralis, Iosif (1819–1899), griechischer Komponist und Pianist
- Liverani, Fabio (* 1976), italienischer Fußballspieler und -trainer
- Liverani, Giovanni (* 1964), italienischer Versicherungsmanager
- Liverani, Mario (* 1939), italienischer Altorientalist
- Liverani, Maurizio (1928–2021), italienischer Filmjournalist, -regisseur und Drehbuchautor
- Liverani, Paolo (* 1959), italienischer Klassischer Archäologe
- Liverani, Romolo (1809–1872), italienischer Maler, Bühnenbildner und Innenausstatter
- Liverati, Giovanni (1772–1846), italienischer Komponist, Sänger und Dirigent
- Liveris, Andrew N. (* 1954), australisch-US-amerikanischer Manager
- Liverman, Diana (* 1954), britisch-US-amerikanische Ökologin und Erdsystemwissenschaftlerin
- Livermore, Ann (* 1958), US-amerikanische Managerin
- Livermore, Arthur (1766–1853), US-amerikanischer Politiker
- Livermore, Brent (* 1976), australischer Hockeyspieler
- Livermore, Davide (* 1966), italienischer Regisseur, Bühnen- und Kostümbildner, Lichtdesigner, Sänger, Tänzer, Schauspieler, Theaterautor und Intendant
- Livermore, Doug (* 1947), englischer Fußballspieler und -trainer
- Livermore, Edward St. Loe (1762–1832), US-amerikanischer Jurist und Politiker
- Livermore, Harold (1914–2010), britischer Historiker
- Livermore, Jake (* 1989), englischer Fußballspieler
- Livermore, Jason (* 1988), jamaikanischer Sprinter
- Livermore, Jesse Lauriston (1877–1940), US-amerikanischer Börsenmakler
- Livermore, Larry (* 1947), US-amerikanischer Musiker, Gründer der Band The Lookouts
- Livermore, Mary (1820–1905), US-amerikanische Suffragette und Sozialreformerin
- Livermore, Samuel (1732–1803), US-amerikanischer Politiker
- Livermore, Spencer (* 1975), britischer Politiker
- Livernash, Edward J. (1866–1938), US-amerikanischer Politiker und Journalist
- Liverpool, Nicholas (1934–2015), dominicanischer Politiker
- Liverpool, Yasmin (* 1999), britische Sprinterin
- Livers, Toni (* 1983), Schweizer Skilangläufer
- Liversedge, Harry (1894–1951), US-amerikanischer Leichtathlet und Brigadegeneral
- Liversidge, Archibald (1847–1927), britisch-australischer Chemiker und Mineraloge
- Liverzani, Luigi (1913–1995), italienischer Bischof
- Liverziani, Cesare (* 1878), italienischer Sportschütze
- Livesay, Dorothy (1909–1996), kanadische Lyrikerin
- Livesay, Florence Randal (1874–1953), kanadische Schriftstellerin, Übersetzerin und Journalistin
- Livesay, Naomi (1916–2001), US-amerikanische Mathematikerin und Hochschullehrerin
- Livesey, Roger (1906–1976), britischer Schauspieler
- Livesey, Sam (1873–1936), britischer Theater- und Filmschauspieler
- Livesey, Warne (* 1959), britischer Toningenieur und Musikproduzent
- Livet, Charles-Louis (1828–1897), französischer Romanist
- Livezey, Bradley C. (1954–2011), US-amerikanischer Ornithologe

### Livg
- Livgren, Kerry (* 1949), US-amerikanischer Rockmusiker

### Livi
- Livi Bacci, Massimo (* 1936), italienischer Demograph
- Livi, Francesco, toskanischer Glasmaler in Lübeck und Florenz
- Livi, Jean-Louis (* 1941), französischer Filmproduzent
- Livi, Piero (1925–2015), italienischer Kurzfilmregisseur, Drehbuchautor und Festivalleiter
- Livia, römische Aristokratin
- Livia Drusilla (58 v. Chr.–29), Ehefrau des römischen Kaisers AugustusLivia Drusilla (58 v. Chr.–29)

Livia Drusilla (58 v. Chr.–29)

- Livia Medullina, Verlobte des römischen Kaisers Claudius
- Livia Orestilla, zweite Frau des römischen Kaisers Caligula
- Liviabella, Lino (1902–1964), italienischer Komponist
- Livieres Banks, Jorge Adolfo Carlos (1929–2018), paraguayischer Geistlicher, römisch-katholischer Bischof von Encarnación
- Livieres Plano, Rogelio Ricardo (1945–2015), argentinischer Geistlicher, Bischof von Ciudad del Este
- Liviero, Carlo (1866–1932), Bischof von Città di Castello, Seliger der römisch-katholischen Kirche
- Liviero, Dino (1938–1970), italienischer Radrennfahrer
- Liviero, Matteo (* 1993), italienischer Fußballspieler
- Livilla († 31), Tochter von Drusus und Antonia der Jüngeren
- Livilla, Iulia (18–42), Schwester CaligulasIulia Livilla (18–42)

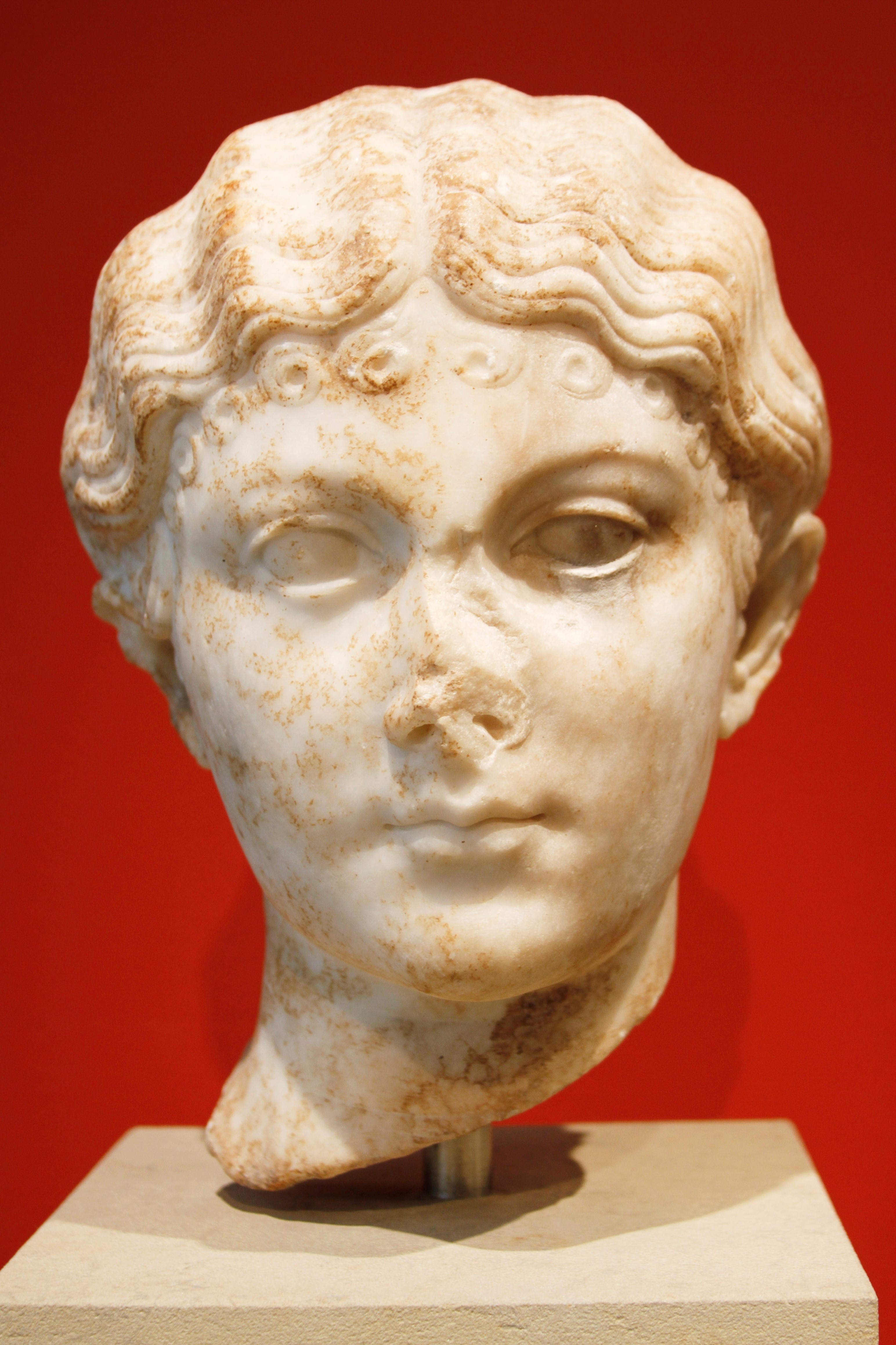
Iulia Livilla (18–42)

- Livinalli, Alex (* 1984), venezolanisch-US-amerikanischer Schauspieler und Stuntman
- Livineius Eutactus, Lucius, römischer Maler
- Livingston, Alex (* 1987), kanadischer Pokerspieler
- Livingston, Barry (* 1953), US-amerikanischer Schauspieler und Fernsehschauspieler
- Livingston, Bob (* 1943), US-amerikanischer Lobbyist und ehemaliger Politiker
- Livingston, Bobby (* 1965), US-amerikanischer Radrennfahrer
- Livingston, Cleve (* 1947), US-amerikanischer Ruderer
- Livingston, David, US-amerikanischer Fernsehproduzent und Fernsehregisseur
- Livingston, David M. (1941–2021), US-amerikanischer Genetiker und Krebsforscher
- Livingston, Derek (* 1991), kanadischer Snowboarder
- Livingston, Edward (1764–1836), US-amerikanischer Jurist, Politiker, Staatsmann und Außenminister
- Livingston, Edward Philip (1779–1843), US-amerikanischer Politiker und Vizegouverneur des Bundesstaates New York
- Livingston, Fud (1906–1957), US-amerikanischer Jazzmusiker, Arrangeur und Komponist
- Livingston, Harold (1924–2022), US-amerikanischer Drehbuchautor und Schriftsteller
- Livingston, Henry Brockholst (1757–1823), US-amerikanischer Jurist
- Livingston, Henry W. (1768–1810), US-amerikanischer Jurist und Politiker
- Livingston, Ian, Baron Livingston of Parkhead (* 1964), britischer Manager und Minister
- Livingston, Jacqueline (1943–2013), amerikanische Fotografin
- Livingston, Jason (* 1971), britischer Sprinter
- Livingston, Jay (1915–2001), US-amerikanischer Songwriter
- Livingston, Jennie (* 1962), US-amerikanische Regisseurin
- Livingston, Jerry (1909–1987), US-amerikanischer Komponist
- Livingston, John (* 1970), US-amerikanischer Schauspieler
- Livingston, Julian, US-amerikanischer Komponist und Schriftsteller
- Livingston, Kevin (* 1973), US-amerikanischer Radrennfahrer
- Livingston, Leonidas F. (1832–1912), US-amerikanischer Politiker
- Livingston, M. Stanley (1905–1986), US-amerikanischer Physiker
- Livingston, Margaret († 1984), US-amerikanische Schauspielerin
- Livingston, Michael (* 1948), US-amerikanischer Ruderer
- Livingston, Natalia (* 1976), US-amerikanische Schauspielerin sowie Kurz- und Dokumentarfilmproduzentin
- Livingston, Otis (* 1996), US-amerikanischer Basketballspieler
- Livingston, Peter R. (1766–1847), US-amerikanischer Politiker
- Livingston, Peter Van Brugh (1710–1792), US-amerikanischer Politiker
- Livingston, Philip (1716–1778), Händler und Politiker in den Vereinigten Staaten
- Livingston, Robert (1708–1790), dritte Lord of Livingston Manor
- Livingston, Robert (1904–1988), US-amerikanischer Schauspieler
- Livingston, Robert (1908–1974), US-amerikanischer Eishockeyspieler
- Livingston, Robert Gerald (1927–2023), US-amerikanischer Diplomat und Autor
- Livingston, Robert Le Roy (1778–1836), US-amerikanischer Politiker
- Livingston, Robert R. (1746–1813), US-amerikanischer Politiker
- Livingston, Ron (* 1967), US-amerikanischer SchauspielerRon Livingston (* 1967)

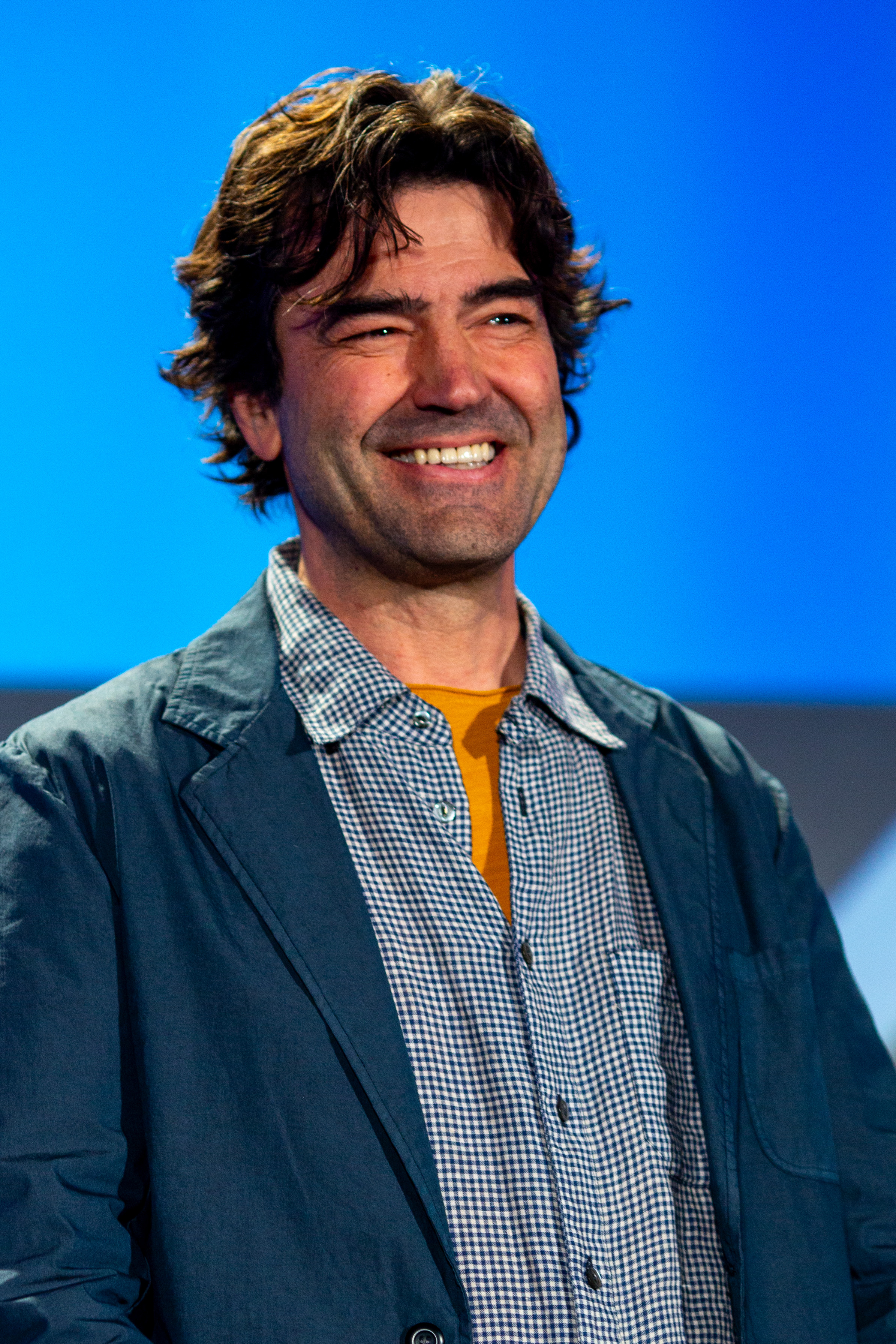
Ron Livingston (* 1967)

- Livingston, Rose (1860–1914), US-amerikanische Stifterin und Kunstmäzenin
- Livingston, Ross (* 1949), australischer Badmintonspieler, später für Neuseeland startend
- Livingston, Shaun (* 1985), US-amerikanischer Basketballspieler
- Livingston, Sigmund (1872–1946), US-amerikanischer Rechtsanwalt
- Livingston, Sue Amanda (* 1984), amerikanische Basketballspielerin
- Livingston, Terrance Jr., US-amerikanischer Schauspieler
- Livingston, Ulysses (1912–1988), US-amerikanischer Jazz-Gitarrist und E-Bass-Spieler
- Livingston, Walter (1740–1797), US-amerikanischer Politiker
- Livingston, William (1723–1790), US-amerikanischer Politiker
- Livingstone, Adam (* 1998), schottischer Fußballspieler
- Livingstone, Adelaide (1881–1970), britische politische Aktivistin
- Livingstone, Alexander (1880–1950), schottischer Politiker
- Livingstone, Dandy (* 1943), jamaikanischer Reggae-Musiker und Produzent
- Livingstone, David (1813–1873), britischer Entdecker und MissionarDavid Livingstone (1813–1873)

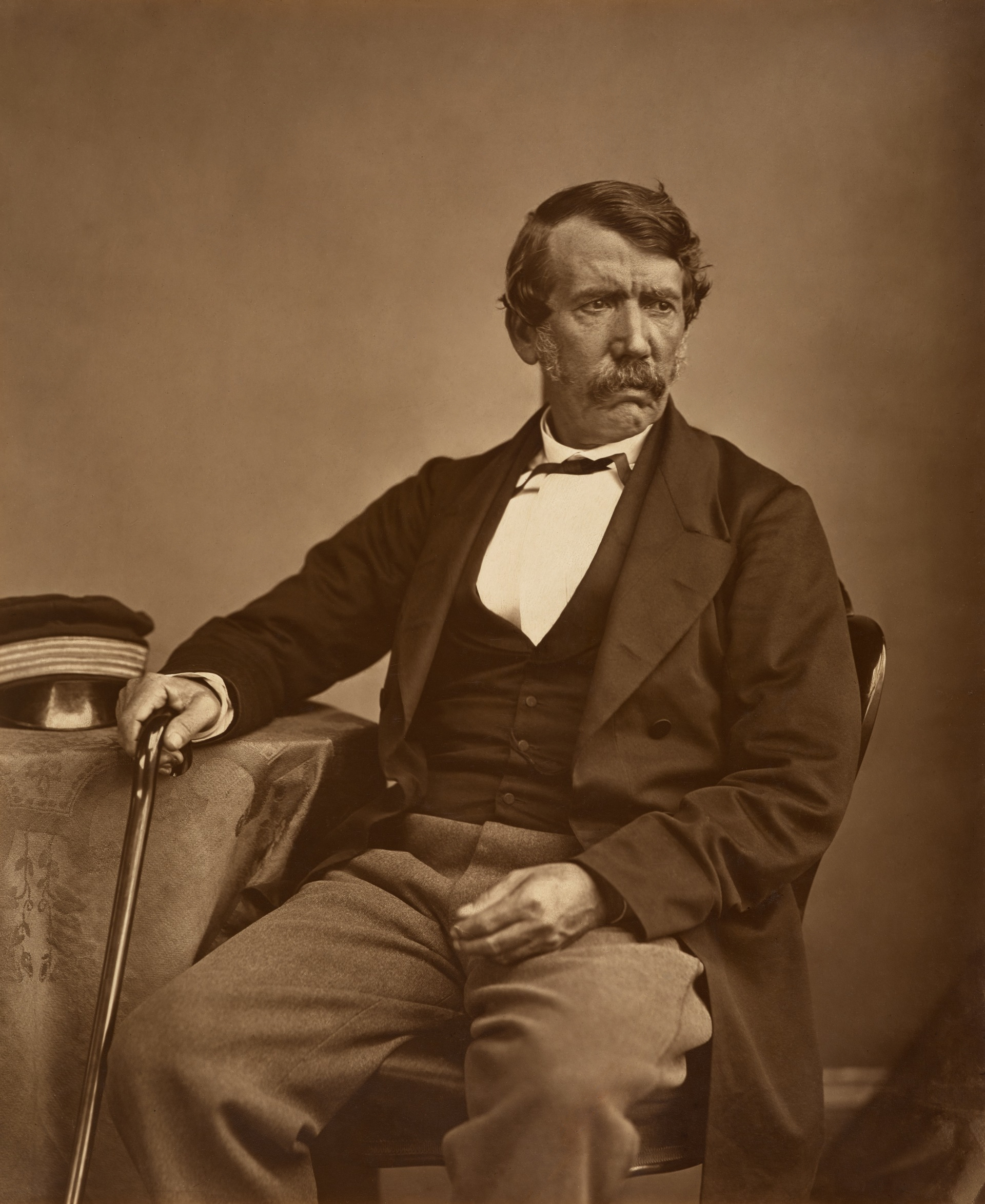
David Livingstone (1813–1873)

- Livingstone, Douglas (1932–1996), südafrikanischer Poet, Schriftsteller und Meeresbiologe
- Livingstone, Ian (* 1949), englischer Unternehmer und Spieleautor
- Livingstone, Ken (* 1945), britischer Politiker, Mitglied des House of Commons, Bürgermeister von LondonKen Livingstone (* 1945)

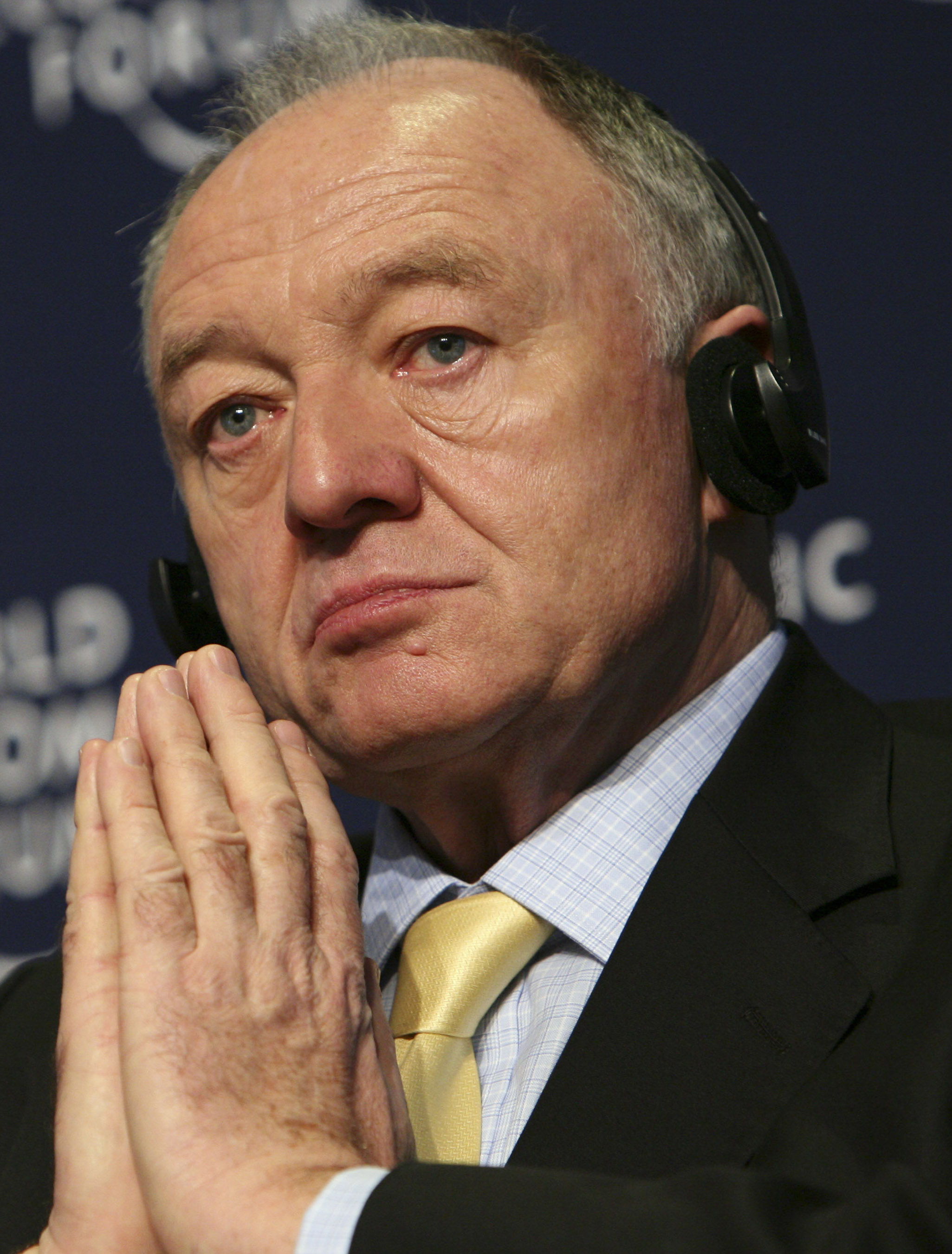
Ken Livingstone (* 1945)

- Livingstone, Liam (* 1993), englischer Cricketspieler
- Livingstone, Margaret (* 1950), US-amerikanische Neurowissenschaftlerin
- Livingstone, Marilyn (* 1952), schottische Politikerin
- Livingstone, Nicole (* 1971), australische Schwimmerin
- Livingstone, Sergio (1920–2012), chilenischer Fußballspieler und Sportjournalist
- Livingstone, Terasa (* 1975), australische Schauspielerin, Fernsehmoderatorin und Journalistin
- Livingstone-Learmonth, Tom (1906–1931), britischer Hürdenläufer
- Livinhac, Léon (1846–1922), französischer römisch-katholischer Ordensgeistlicher, Apostolischer Vikar von Nyanza-Victoria
- Līviņš, Edijs (* 1980), lettischer Badmintonspieler
- Livinus von Gent († 657), Apostel von Flandern und Brabant
- Livio, Mario (* 1945), israelischer Astrophysiker und Autor
- Livio, Maxime (* 1987), französischer Vielseitigkeitsreiter
- Livițchi, Marina (* 1956), moldauische Politikerin und Hochschullehrerin
- Livius Andronicus, römischer Dichter griechischer Herkunft
- Livius Denter, Marcus, römischer Konsul 302 v. Chr.
- Livius Drusus Claudianus, Marcus († 42 v. Chr.), römischer Senator
- Livius Drusus, Gaius, römischer Politiker
- Livius Drusus, Marcus der Ältere († 108 v. Chr.), römischer Politiker, Konsul 112 v. Chr.
- Livius Drusus, Marcus der Jüngere († 91 v. Chr.), Tribun im Jahr 91 v. Chr.
- Livius Gratus, Statthalter 123
- Livius Larensis, Publius, römischer Ritter
- Livius Menander, Marcus, antiker römischer Goldschmied
- Livius Salinator, Gaius († 170 v. Chr.), römischer Politiker, Konsul 188 v. Chr.
- Livius Salinator, Marcus, römischer Politiker, Konsul 219 und 207 v. Chr.
- Livius, Titus, römischer Geschichtsschreiber zur Zeit des AugustusTitus Livius

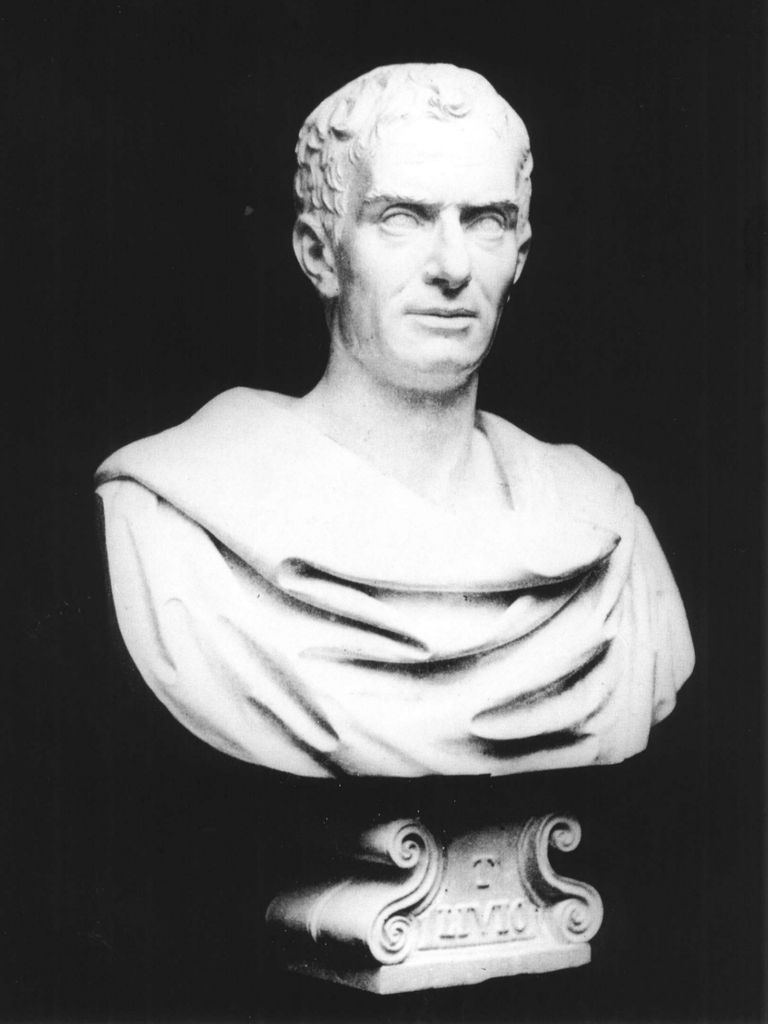
Titus Livius

- Livizzani, Carlo (1722–1802), italienischer Kardinal der Römischen Kirche

### Livk
- Livki, Olivia Anna (* 1984), deutsche Sängerin/Songschreiberin, Musikerin, Arrangeurin, Filmregisseurin und -produzentin

### Livn
- Livnat, Limor (* 1950), israelische Politikerin und Ministerin
- Livni, Tzipi (* 1958), israelische Politikerin
- Livni, Yitzhak (1934–2017), israelischer Journalist, Hörfunkintendant und Autor

### Livo
- Livolsi, Mark (1962–2018), US-amerikanischer Filmeditor
- Livonius, George von (1792–1867), deutscher Rittergutsbesitzer und Parlamentarier
- Livonius, Otto (1829–1917), deutscher Vizeadmiral
- Livonius, Wilhelm von (1840–1905), preußischer Generalleutnant
- Livonius, Willy von (1871–1946), preußischer Generalmajor
- Livoy, Timothée de (1715–1777), französischer Übersetzer und Lexikograf

### Livr
- Livraga-Rizzi, Jorge Ángel (1930–1991), argentinischer Dichter, Schriftsteller, Philosoph, Essayist, Dozent und Pädagoge
- Livramento, António (1944–1999), portugiesischer Rollhockeyspieler und -trainer
- Livramento, Tino (* 2002), englischer Fußballspieler
- Livry, Emma (1842–1863), französische Ballerina

### Livs
- Livschakoff, Ilja (1903–1990), russisch-deutscher Geiger und Kapellmeister
- Livsey, Richard, Baron Livsey of Talgarth (1935–2010), britischer Politiker, Mitglied des House of Commons und Life Peer
- Livsey, William J. (1931–2016), US-amerikanischer Offizier, General der US Army
- Livsic, Moshe (1917–2007), israelisch-ukrainischer Mathematiker